# La Résurrection des morts
Pour les articles homonymes, voir Résurrection (homonymie).
La Résurrection des morts est une gravure sur cuivre au burin réalisée par Maître CC en 1547. Il existe deux versions conservées à Londres et à Paris, à la BnF. Elle mesure 298 × 248 mm.

## Description
Elle représente une scène religieuse avec dans la figure centrale le Christ accompagné d'angelots surplombant la Vierge, Saint Jean et Jean le Baptiste. Enfin la partie inférieure de l'œuvre représente plusieurs personnes ressuscitées.

## Analyse
Elle est associée à une inscription : « La mort est venue par un homme, c'est par un homme aussi que vient la résurrection des morts. » Elle est la seule œuvre de Maître CC dont l'on connait la date : 1547. Ce tableau reprend des figures repris dans d'autres de ses œuvres comme Mort de la Vierge, Incrédulité de Saint Thomas, Vertus, ainsi que certains éléments du cartouche de la Résurrection des morts et de Epitome des rois de France.